# Ramón Arcas
Ramón Arcas Cárdenas (Águilas, 25 de enero de 1991), es un futbolista español que actualmente juega en el Club de Fútbol Lorca Deportiva de la Tercera Federación.

## Trayectoria
Formado en la cantera del Fútbol Club Oporto club al que llegó a los catorce años y en el que ha jugado tanto en sus categorías inferiores como en el primer equipo del conjunto portugués.
En la temporada 2010-2011 y de la mano de Miguel Ángel Portugal debuta en Primera División Española, Liga BBVA, como titular en el partido que enfrentó al Racing de Santander y al Sporting de Gijón con el resultado de 1-1.
En la temporada 2011-2012 firma con el Real Club Recreativo de Huelva para que en un principio comenzara jugando con el equipo filial, pero el técnico de la plantilla (Álvaro Cervera) cuenta con él desde el principio de la temporada haciéndose poco a poco con la titularidad en el primer equipo del Decano del fútbol español. En la temporada 2011/2012 el jugador disputó 33 partidos con los albiazules. La temporada 2012/13 permanece inédito en competición oficial con el Recreativo de Huelva, por lo que decide abandonar el club onubense.
En enero de 2013 el jugador aguileño se desvincula contractualmente del Recreativo y recala en el F.C. Cartagena, club recién descendido de Segunda División y con el objetivo de recuperar dicha categoría. Con el conjunto albinegro, termina la liga regular como subcampeón de grupo y disputa las eliminatorias de ascenso a Segunda División.
En octubre de 2013 ficha por el Getafe Club de Fútbol "B" para jugar en Segunda División B de España hasta final de temporada.
En verano de 2014 se hace oficial su regreso al Fútbol Club Cartagena, tras un año fuera del club.
En 2015 firma por el Águilas Fútbol Club de la Tercera División de España.
El 31 de agosto de 2016, firma por la Sociedad Cultural y Recreativa Peña Deportiva de la Tercera División de España.
En julio de 2017, firma por el Atlético Pulpileño de la Tercera División de España.
En julio de 2018, regresa al Águilas Fútbol Club de la Tercera División de España.
El 22 de enero de 2024, firma por el Club de Fútbol Lorca Deportiva de la Tercera Federación.

## Clubes
| Club                                          | País     | Año         |
| --------------------------------------------- | -------- | ----------- |
| Fútbol Club Oporto                            | Portugal | 2005 - 2009 |
| Real Racing Club de Santander "B"             | España   | 2009 - 2010 |
| Real Racing Club de Santander                 | España   | 2010 - 2011 |
| Recreativo de Huelva                          | España   | 2011 - 2012 |
| Recreativo de Huelva                          | España   | 2012 - 2013 |
| Fútbol Club Cartagena                         | España   | 2012 - 2013 |
| Getafe Club de Fútbol "B"                     | España   | 2013 - 2014 |
| Fútbol Club Cartagena                         | España   | 2014 - 2015 |
| Águilas Fútbol Club                           | España   | 2015 - 2016 |
| Sociedad Cultural y Recreativa Peña Deportiva | España   | 2016 - 2017 |
| Atlético Pulpileño                            | España   | 2017 - 2018 |
| Águilas Fútbol Club                           | España   | 2018 - 2023 |
| Club de Fútbol Lorca Deportiva                | España   | 2024 -      |